# Tamahula
Tamahula är en ort i Mexiko.   Den ligger i kommunen Irapuato och delstaten Guanajuato, i den centrala delen av landet, 280 km nordväst om huvudstaden Mexico City. Tamahula ligger 2 207 meter över havet och antalet invånare är 211.
Terrängen runt Tamahula är huvudsakligen kuperad, men österut är den platt. Tamahula ligger uppe på en höjd. Runt Tamahula är det tätbefolkat, med 343 invånare per kvadratkilometer. Närmaste större samhälle är Irapuato, 16,1 km öster om Tamahula. Trakten runt Tamahula består till största delen av jordbruksmark.